# Lessertina mutica
Lessertina mutica là một loài nhện trong họ Corinnidae.
Loài này thuộc chi Lessertina. Lessertina mutica được George Newbold Lawrence miêu tả năm 1942.